# C/2020 F8 (SWAN)
C/2020 F8 (SWAN) ist ein Komet, der im Mai 2020 freiäugig sichtbar war.

## Entdeckung und Beobachtung
C/2020 F8 (SWAN) wurde am 11. April 2020 vom Australier Michael Mattiazzo auf Aufnahmen der Kamera des SWAN (Solar Wind ANisotropies)-Experiments des Solar and Heliospheric Observatory (SOHO) entdeckt, welche am 25. März 2020 entstanden waren. Bei seiner Entdeckung besaß der Komet eine Helligkeit von etwa 8 mag und befand sich im Sternbild Kranich. Ende April 2020 wurde seine Helligkeit auf 5,8 bis 5,9 mag geschätzt.
Für den Zeitraum zwischen seiner Erdpassage am 12. Mai und seinem Periheldurchgang am 27. Mai wurde anfangs eine maximale Helligkeit von 3 mag vorhergesagt. Nachdem C/2020 F8 (SWAN) am 2. Mai 2020 eine Helligkeit von 4,7 mag erreichte, wurde der Komet jedoch wieder schwächer und diffuser, so dass er am 21. Mai bereits schwächer als 7 mag war. Im Juni konnte er nicht mehr beobachtet werden, möglicherweise hatte er sich aufgelöst. 

## Wissenschaftliche Auswertung
Mit dem Radioteleskop RT32 des Ventspils International Radio Astronomy Center in Lettland wurde der Komet SWAN insgesamt über 110 Stunden beobachtet, um Maser-Signale des Hydroxyl-Radikals bei 18 cm Wellenlänge zu detektieren.
Da für den Kometen hinreichende Daten vorlagen über die auf ihn einwirkenden nicht-gravitativen Kräfte durch Ausgasung insbesondere von Wasser und ebenso über die Menge an sublimierendem Wasser (für den Kometen standardisiert in 1 AE Abstand von der Sonne in der Größenordnung von 5,5∙1027 Molekülen pro Sekunde, entsprechend etwa 165 kg/s), konnte in einer Untersuchung von 2022 der Radius des Kometenkerns mit zwei verschiedenen Methoden neu abgeschätzt werden. Es wurde dafür ein Wert von 0,3 ± 0,1 km gefunden. Ein so kleiner Kometenkern war prädestiniert für eine zunehmend beschleunigte Rotation, ausgelöst durch Ausgasungsdrehmomente von sublimierendem Wassereis, was als plausibelste Erklärung schließlich zu seinem Zerfall führte.

## Umlaufbahn
Für den Kometen konnte aus 376 Beobachtungsdaten über einen Zeitraum von 213 Tagen eine langgestreckte elliptische Umlaufbahn bestimmt werden, die um rund 111° gegen die Ekliptik geneigt ist. Die Bahn des Kometen verläuft damit steil angestellt gegen die Bahnebenen der Planeten und er läuft im gegenläufigen Sinn (retrograd) wie diese durch seine Bahn. Im sonnennächsten Punkt (Perihel), den der Komet am 27. Mai 2020 durchlaufen hat, war er etwa 64,4 Mio. km von der Sonne entfernt und befand sich im Bereich zwischen den Umlaufbahnen von Merkur und Venus. Bereits am 23. April war er in etwa 104,3 Mio. km am Mars vorbeigegangen. Am 12. Mai erreichte er mit etwa 83,1 Mio. km (0,56 AE) die größte Annäherung an die Erde. Am 17. Mai passierte er die Venus in etwa 59,6 Mio. km Abstand und am 28. Mai den Merkur in etwa 63,8 Mio. km Distanz.
Nach den mit einer gewissen Unsicherheit behafteten Bahnelementen hatte die Bahn des Kometen vor seiner Annäherung an das innere Sonnensystem noch eine Exzentrizität von 0,99989 mit einer Großen Halbachse in der Größenordnung von 3870 AE und einer Umlaufzeit von etwa 240.000 Jahren. Der Komet kam aus der Oortschen Wolke und erlebte möglicherweise als „dynamisch junger“ Komet seine erste Passage durch das innere Sonnensystem. Dies könnte auch seinen starken Helligkeitsanstieg bei Annäherung an die Sonne erklären. Durch nicht-gravitative Kräfte und die Anziehungskraft der Planeten, insbesondere durch relativ nahe Vorbeigänge am Saturn am 18. Januar 2020 in etwas unter 9 AE Distanz und am Jupiter am 15. März 2020 in etwa 4 ¼ AE Abstand, wäre seine Bahnexzentrizität auf etwa 0,99968 und seine Große Halbachse auf etwa 1365 AE verringert worden, so dass sich seine Umlaufzeit auf etwa 50.500 Jahre verkürzt hätte. Da die Beobachtungen des Kometen nur während seiner einlaufenden Bahn erfolgten, sind die Aussagen über seine zukünftige Bahn aber sehr unsicher und da der Komet sich bei seinem Durchgang durch das innere Sonnensystem möglicherweise aufgelöst hat, ist nicht sicher, ob er noch einmal in Sonnennähe zurückkommen wird.